# Martino (vescovo di Grosseto)
Martino (prima metà del XII secolo – dopo il 1179) è stato un vescovo cattolico italiano.

## Biografia
Martino fu il secondo vescovo di Grosseto, documentato dal 1174, succeduto a Rolando.
Prese parte al Concilio Lateranense III del 1179 indetto da papa Alessandro III.
Quello stesso anno, il 3 agosto, il vescovo stipulò un atto di permuta con il conte Ildebrandino VII Aldobrandeschi, cedendo il Poggio di Moscona, allora Montecurliano, di proprietà della mensa vescovile, per l'edificazione di un nuovo centro abitato prossimo a Grosseto – fenomeno del secondo incastellamento – ma situato in posizione soprelevata, affinché diventasse il nuovo centro politico e per la difesa e il controllo del territorio da parte degli Aldobrandeschi. In cambio, il vescovo aveva ricevuto alcuni territori prossimi alla città e la possibilità di edificare, qualora lo avesse desiderato, chiese o edifici diocesani nel nuovo ipotetico centro di Montecurliano.
L'ambizioso progetto, tuttavia, non decollò mai veramente. Il 21 maggio 1180 il vescovo Martino ricevette da papa Alessandro III una lettera nella quale si raccomandava di agevolare le monache di Sant'Ambrogio di Montecelso, intenzionate a stabilirsi presso il poggio di Montecurliano. In un'altra lettera pontificia, veniva ordinato a Martino di celebrare una solenne liturgia in occasione dell'anniversario della morte di san Guglielmo di Malavalle.